# Élection partielle de 2025 du premier district congressionnel de Floride
L'élection partielle de 2025 du 1er district congressionnel de Floride est une élection partielle qui à eu lieu le 1er avril 2025 afin de choisir un nouveau membre de la Chambre des Représentants américaine. Le siège est devenu vacant après la démission du représentant républicain sortant Matt Gaetz le 13 novembre 2024, choisi initialement par le président Donald Trump pour être nommé Procureur général des États-Unis. Après avoir retiré sa candidature le 21 novembre 2024, il annonce le lendemain qu'il ne siègera pas lors du prochain congrès.
L'élection se déroule en parallèle d'une autre élection partielle pour le 6e district congressionel de Floride. Elle est remportée par le candidat républicain Jimmy Patronis .

## Primaire républicaine

### Candidats en lice

#### Vainqueur
- Jimmy Patronis, ancien directeur administratif et financier de la Floride[4]

#### Éliminés
- Aaron Dimmock, ancien candidat pour ce district en 2024[5]
- Kevin Gaffney, professeur[5]
- Jeff Macey, ingénieur[5]
- Greg Merk, ancien candidat pour ce district en 2020 et 2022[5]
- John Mills, homme d'affaires et ancien candidat pour ce district en 2016, 2018, 2020 et 2022[5]
- Jeff Peacock, ancien directeur des politique du représentant américain Lee Zeldin[5]
- Joel Rudman, ancien représentant d'état du 3e district[5]
- Michael Dylan Thompson, avocat[5]
- Gene Valentino, ancien commisaire du comté d'Escambia[5]

### Résultats
| Primaire républicaine de 2025 du 1er district congressionnel de Floride | Primaire républicaine de 2025 du 1er district congressionnel de Floride | Primaire républicaine de 2025 du 1er district congressionnel de Floride | Primaire républicaine de 2025 du 1er district congressionnel de Floride | Primaire républicaine de 2025 du 1er district congressionnel de Floride |
| ----------------------------------------------------------------------- | ----------------------------------------------------------------------- | ----------------------------------------------------------------------- | ----------------------------------------------------------------------- | ----------------------------------------------------------------------- |
| Parti                                                                   | Parti                                                                   | Candidat                                                                | Votes                                                                   | %                                                                       |
|                                                                         | Républicain                                                             | Jimmy Patronis                                                          | 33 742                                                                  | 65,7                                                                    |
|                                                                         | Républicain                                                             | Joel Rudman                                                             | 5 099                                                                   | 9,9                                                                     |
|                                                                         | Républicain                                                             | Aaron Dimmock                                                           | 3 423                                                                   | 6,7                                                                     |
|                                                                         | Républicain                                                             | Gene Valentino                                                          | 3 093                                                                   | 6,0                                                                     |
|                                                                         | Républicain                                                             | Michael Dylan Thompson                                                  | 2 548                                                                   | 5,0                                                                     |
|                                                                         | Républicain                                                             | Greg Merk                                                               | 1 287                                                                   | 2,5                                                                     |
|                                                                         | Républicain                                                             | Jeff Peacock                                                            | 743                                                                     | 1,4                                                                     |
|                                                                         | Républicain                                                             | Kevin Gaffney                                                           | 634                                                                     | 1,2                                                                     |
|                                                                         | Républicain                                                             | John Mills                                                              | 574                                                                     | 1,1                                                                     |
|                                                                         | Républicain                                                             | Jeff Macey                                                              | 187                                                                     | 0,4                                                                     |

## Primaire démocrate

### Candidats en lice

#### Candidat
- Gay Valimont, entraineur sportif et candidate démocrate pour ce district en 2024[7]

Gay Valimont étant la seule candidate démocrate, la primaire n'a pas lieu

## Autres partis et indépendants

### Indépendants

#### Candidat
- Stephen Broden, pasteur, candidat à l'élection présidentielle de 2024 pour le parti de la Constitution[5]
- Richard Paul Dembinsky, ingénieur[5]
- Stanley Gray, retraité[5]
- Jonathan Green, médiateur[5]
- Stan McDaniels, entrepreneur en aménagement paysager[5]

## Élection générale

### Dépenses de campagne
| Rapport financier de la campagne au 12 mars 2025 | Rapport financier de la campagne au 12 mars 2025 | Rapport financier de la campagne au 12 mars 2025 | Rapport financier de la campagne au 12 mars 2025 |
| Candidat                                         | Collecté                                         | Dépensé                                          | Argent à disposition                             |
| ------------------------------------------------ | ------------------------------------------------ | ------------------------------------------------ | ------------------------------------------------ |
| Jimmy Patronis (R)                               | 2 126 409 $                                      | 1 311 824 $                                      | 814 585 $                                        |
| Gay Valimont (D)                                 | 6 484 474 $                                      | 4 315 536 $                                      | 2 177 181 $                                      |
| Source: Commission électorale fédérale           |                                                  |                                                  |                                                  |

### Résultats
| Élection partielle de 2025 du 1er district congressionnel de Floride | Élection partielle de 2025 du 1er district congressionnel de Floride | Élection partielle de 2025 du 1er district congressionnel de Floride | Élection partielle de 2025 du 1er district congressionnel de Floride | Élection partielle de 2025 du 1er district congressionnel de Floride |
| -------------------------------------------------------------------- | -------------------------------------------------------------------- | -------------------------------------------------------------------- | -------------------------------------------------------------------- | -------------------------------------------------------------------- |
| Parti                                                                | Parti                                                                | Candidat                                                             | Votes                                                                | %                                                                    |
|                                                                      | Républicain                                                          | Jimmy Patronis                                                       | 97 370                                                               | 56,86                                                                |
|                                                                      | Démocrate                                                            | Gay Valimont                                                         | 72 375                                                               | 42,26                                                                |
|                                                                      | Indépendant                                                          | Stephen Broden                                                       | 1 384                                                                | 0,81                                                                 |
| Total des votes                                                      | Total des votes                                                      | Total des votes                                                      | 171 248                                                              | 100 %                                                                |
|                                                                      | Les Républicains conservent                                          |                                                                      |                                                                      |                                                                      |